# Wera von Utrecht

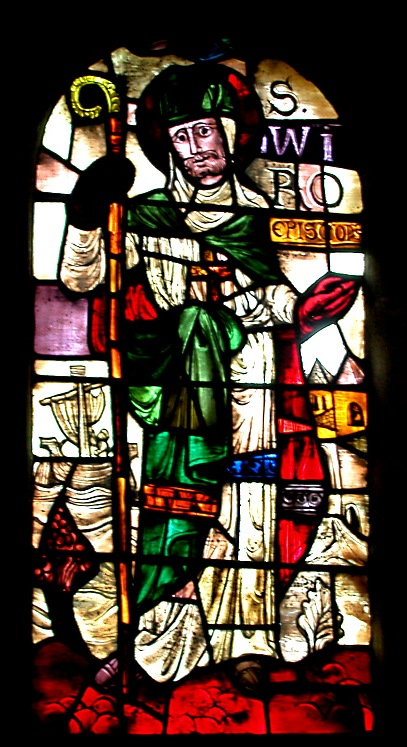
Wera (Wiro) als Missionsbischof; Buntglasfenster in der Basilika St. Wiro, Plechelm und Otger, Sint Odiliënberg

Wera von Utrecht, auch Wiro von Roermond (möglicherweise auch identisch mit Vira von Northumbria; † um 753), wird als Heiliger der katholischen Kirche verehrt. Er soll identisch mit dem zweiten Bischof des Bistums Utrecht sein.

## Leben
Er stammte wie andere Missionare des Christentums im fränkischen Reich aus Angelsachsen. Er war wohl Mönch und stand möglicherweise dem ersten Bischof von Utrecht Willibrord nahe. Er soll 739 oder 741 von Bonifatius zum Bischof von Utrecht geweiht worden sein. Angeblich wurde er sogar in Rom vom Papst zum Bischof geweiht.
Nach einer im 9. Jahrhundert entstandenen Legende soll er zusammen mit dem Diakon Otger und dem Priester Plechelm am Niederrhein und der Maas das Christentum verbreitet haben. Pippin II. soll ihm Ländereien bei Roermond geschenkt haben. Danach soll er um 706 zusammen mit seinen Gefährten auf dem Hügel Sint-Petrusberg in Sint Odiliënberg eine Kirche und ein kleines Kloster gegründet haben.
Unklar ist, inwieweit die Vita historische Begebenheiten wiedergibt. Klar ist, dass das Kloster gegen Ende des 7. Jahrhunderts gegründet wurde. Möglicherweise ist er identisch mit dem missionierenden Bischof Vira von Northumbria. Dieser wird unter anderem von Alkuin erwähnt.

## Verehrung

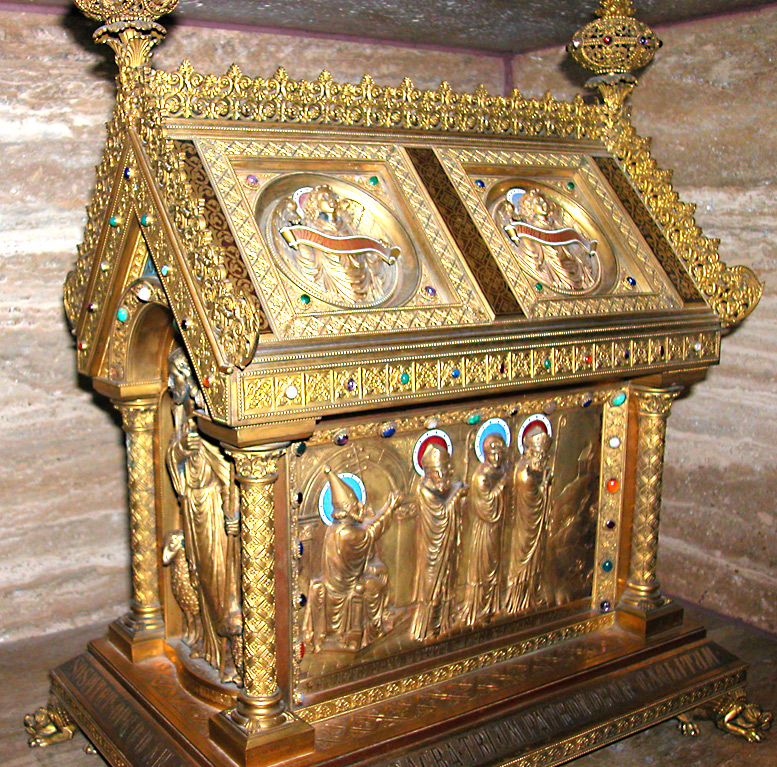
Reliquienschrein der hll. Wiro, Plechelm und Otger in St. Odilienberg

In Roermond begann eine frühe Verehrung Weras zusammen mit seinen beiden Gefährten. Nachdem das von ihm gegründete Kloster nach Roermond verlegt worden war, kamen im 14. Jahrhundert auch die Reliquien in die Stadt, wo sie im Laufe der Reformation verloren gingen. Seit ihrer Wiederauffindung im 16. Jahrhundert wird ein Festtag begangen, der an dieses Ereignis erinnert. Im Jahr 1881 fand man im ehemaligen Kloster das ursprüngliche Grab und überführte einen Großteil der Gebeine dorthin.
Weras Gedenktag ist der 8. Mai. In Roermond wird er am 11. Mai verehrt. Seit dem Mittelalter befand sich sein Schädel in Utrecht und Wera wurde als Patron des Bistums verehrt. Seit 1559 gilt er als Patron von Holland und später auch des Bistums Roermond. Noch heute finden Wallfahrten zu seinem Grab statt.